# Cyclosa ipilea
Espèce
Cyclosa ipilea est une espèce d'araignées aranéomorphes de la famille des Araneidae.

## Distribution
Cette espèce est endémique de Cebu aux Philippines,.

## Description
La femelle holotype mesure 5,15 mm.

## Publication originale
- Barrion & Litsinger, 1995 : Riceland Spiders of South and Southeast Asia. CAB International, Wallingford, p. 1-700.